# Gran Premio di San Marino 1994
Il XIV Gran Premio di San Marino, terza gara del campionato mondiale di Formula 1 1994, si è svolto il 1º maggio a Imola (Italia), presso l'Autodromo Enzo e Dino Ferrari.
La vittoria andò al tedesco Michael Schumacher su Benetton, che precedette l'italiano Nicola Larini su Ferrari e il finlandese della McLaren Mika Häkkinen.

## Eventi del weekend
La competizione è nota per essere stata, assieme al Gran Premio del Belgio 1960, l'evento di Formula 1 con più incidenti dall'esito grave o mortale: nell'arco dei tre giorni di gara vi persero infatti la vita i piloti Roland Ratzenberger e Ayrton Senna, mentre Rubens Barrichello rimase ferito, così come (pur con esito meno grave) alcuni meccanici e vari spettatori, coinvolti passivamente in ulteriori incidenti verificatisi durante la corsa.

## Pre-gara
Per la seconda gara consecutiva la Ferrari sostituì l’infortunato Jean Alesi con Nicola Larini. La Jordan, non potendo ancora schierare Eddie Irvine (condannato a saltare altre due gare a seguito dell’incidente occorsogli a Interlagos), aveva ingaggiato Andrea De Cesaris. La Benetton dal canto suo reintegrò nel ruolo di seconda guida JJ Lehto (il quale, benché messo sotto contratto a inizio stagione, aveva dovuto saltare le prime due gare del 1994 per i postumi di un incidente occorsogli nei test pre-campionato), che prese il posto di Jos Verstappen.

## Prove e qualifiche

### Venerdì
La sequenza di gravi incidenti che segnò il weekend ebbe inizio già nelle prove libere del venerdì: durante la sessione la Jordan di Rubens Barrichello, a causa del cedimento della sospensione posteriore sinistra e della velocità troppo elevata, uscì di traiettoria alla Variante Bassa, passò di traverso sul cordolo esterno e decollò, superando le gomme di bordopista e impattando contro le reti di protezione. L'auto quindi rimbalzò all'indietro, si cappottò un paio di volte e infine si fermò ribaltata nella via di fuga.
Essendo manifesta la gravità della situazione, le prove vennero subito interrotte onde consentire di prestare i soccorsi. Barrichello venne estratto esanime dall’abitacolo e rianimato sul posto dai sanitari: ripresi i sensi, venne trasportato al centro medico e in seguito all'ospedale, ove venne stabilizzato e medicato (avendo riportato una frattura al setto nasale, tagli alla bocca, un braccio rotto, una costola incrinata ed una leggera amnesia). Pur non potendo prendere parte al resto dell'evento, già la mattina del sabato si ripresentò nel paddock.

### Sabato

Il punto dell'incidente mortale di Roland Ratzenberger nelle qualifiche

Il secondo incidente avvenne durante le prove ufficiali di sabato 30 aprile: Roland Ratzenberger era impegnato in un giro lanciato nel tentativo di abbassare il suo tempo di qualificazione. Giunta nel rettilineo all'uscita della curva Tamburello, la Simtek del pilota austriaco subì la rottura dell'ala anteriore: il brusco calo di deportanza e l’elevata velocità (314,9 km/h) la resero ingovernabile, mandandola a sbattere contro il muro esterno della successiva svolta, intitolata a Gilles Villeneuve. Nel forte impatto la cella di sopravvivenza dell'abitacolo resse abbastanza bene, ma la decelerazione fu tale da far perdere immediatamente conoscenza al pilota, provocandogli una frattura della base cranica. Anche stavolta la gravità della situazione fu subito manifesta: mentre il relitto della vettura (rimbalzato contro il muretto) continuava ad andare in testacoda per poi fermarsi in mezzo alla curva Tosa (successiva alla Villeneuve), si vide distintamente la testa del pilota oscillare mollemente, appoggiata ai bordi dell'abitacolo.
L'allarme fu ancora una volta immediato e fu esposta la bandiera rossa: in due minuti i medici di pista, diretti dal dottor Sid Watkins, si accostarono alla Simtek, trovando Ratzenberger privo di sensi e con copiosa perdita di sangue dalla bocca e dal naso.
I sanitari intervennero su di lui dapprima nell’abitacolo, dopodiché lo estrassero e lo distesero a terra, tentando di rianimarlo. Dopo essere riusciti quantomeno a farlo uscire dall’arresto cardiaco, lo caricarono su un’ambulanza e quindi sull’elicottero del 118 Emilia-Romagna, che lo trasportò al pronto soccorso dell'Ospedale Maggiore di Bologna; a causa del grave trauma subìto il pilota austriaco morì sette minuti dopo l'arrivo all'ospedale.

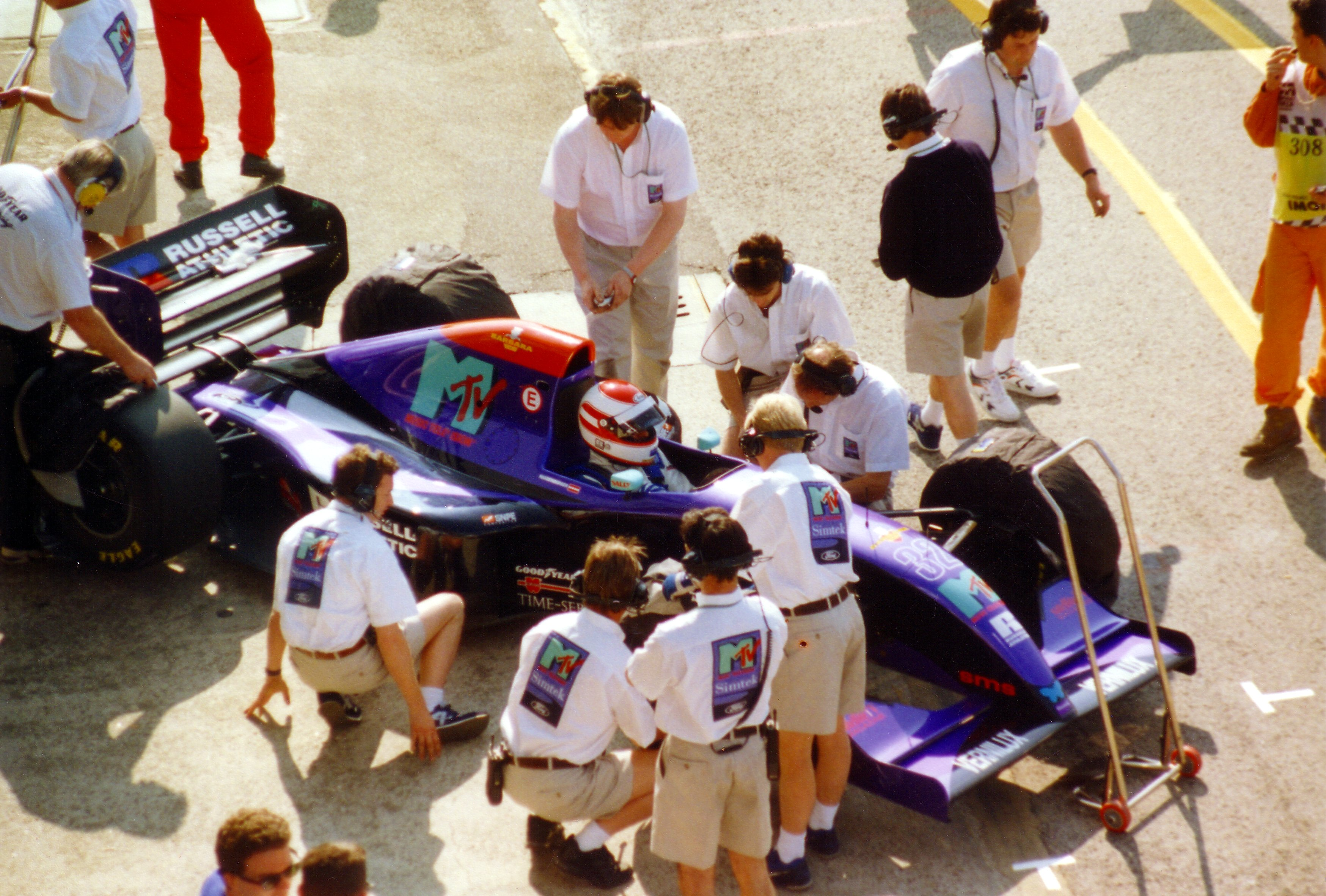
Ratzenberger sulla sua Simtek ai box di Imola nelle qualifiche del sabato

La ricostruzione più credibile dell’incidente indicò come causa scatenante un danno all’alettone anteriore della Simtek, riportato durante il giro di lancio a causa di un probabile passaggio scomposto su un cordolo. Tale rottura non venne ravvisata né dal pilota né dal muretto, ma allorché Ratzenberger affrontò il rettilineo del Tamburello, il forte carico aerodinamico dell’alta velocità andò a spezzare definitivamente la superficie alare. A conforto di tale teoria vi furono le registrazioni delle telecamere Rai puntate su quel tratto di pista, una delle quali, poco dopo il passaggio della Simtek numero 32, riprese un oggetto di colore violaceo (visivamente compatibile con la forma del flap frontale) volare in mezzo al tracciato.
Secondo le leggi italiane l'autodromo sarebbe dovuto andare immediatamente sotto sequestro a causa dell'incidente mortale, per consentire al pubblico ministero competente di effettuare i rilievi. Essendo però i medici riusciti a riattivare il cuore di Ratzenberger, il successivo decesso avvenne al di fuori del circuito e non comportò la sospensione del programma di gara.

Ayrton Senna discute con il medico del circus, Sid Watkins, dopo l'incidente mortale di Ratzenberger.

Era dal 1986 che un pilota di Formula 1 non moriva “sul lavoro” (l’ultimo era stato De Angelis nel corso di una sessione di test privati sul Circuito Paul Ricard a Le Castellet) e ancor più tempo era passato dall’ultimo accadimento luttuoso nel corso di un evento ufficiale (l’incidente di Riccardo Paletti al Gran Premio del Canada 1982). L'ambiente della Formula 1 ne risultò immediatamente traumatizzato: allorché le prove vennero fatte ripartire, Ayrton Senna e i piloti della Benetton e della Sauber decisero di non effettuare altri giri.
La pole position fu conquistata per la 65ª ed ultima volta da Ayrton Senna, alle cui spalle si inserirono Michael Schumacher e Gerhard Berger. Il miglior tempo segnato da Ratzenberger prima dello schianto si rivelò sufficiente per occupare l’ultima posizione sulla griglia.
Nel post-prove la Simtek pensò anche di ritirare dal Gran Premio la propria seconda vettura (pilotata da David Brabham), lasciando spazio alla non qualificata Pacific di Paul Belmondo; Bernie Ecclestone riuscì però a far desistere la scuderia britannica, che dunque schierò regolarmente al via la sola monoposto numero 31; si decise, infine, di non ripescare più nessuno per la gara, lasciando vuota l’ultima piazzola della griglia.
A prove concluse, Senna montò su una macchina dell'organizzazione e si fece trasportare fino alla curva Villeneuve per verificare lo stato della pista; tale gesto gli costò una sanzione da parte della direzione di gara.
Le tragiche dinamiche di questo incidente che portarono alla morte del pilota Roland Ratzenberger aiutarono nello sviluppo del Sistema HANS tuttora utilizzato in Formula 1.

### Risultati
Qualificati per la gara
| Pos | Nº | Pilota                | Costruttore       | Giro     | Gap    |
| --- | -- | --------------------- | ----------------- | -------- | ------ |
| 1   | 2  | Ayrton Senna          | Williams-Renault  | 1'21"548 |        |
| 2   | 5  | Michael Schumacher    | Benetton-Ford     | 1'21"885 | +0"337 |
| 3   | 28 | Gerhard Berger        | Ferrari           | 1'22"113 | +0"565 |
| 4   | 0  | Damon Hill            | Williams-Renault  | 1'22"168 | +0"620 |
| 5   | 6  | Jyrki Järvilehto      | Benetton-Ford     | 1'22"717 | +1"169 |
| 6   | 27 | Nicola Larini         | Ferrari           | 1'22"841 | +1"293 |
| 7   | 30 | Heinz-Harald Frentzen | Sauber-Mercedes   | 1'23"119 | +1"571 |
| 8   | 7  | Mika Häkkinen         | McLaren-Peugeot   | 1'23"140 | +1"592 |
| 9   | 3  | Ukyo Katayama         | Tyrrell-Yamaha    | 1'23"322 | +1"774 |
| 10  | 29 | Karl Wendlinger       | Sauber-Mercedes   | 1'23"347 | +1"799 |
| 11  | 10 | Gianni Morbidelli     | Footwork-Ford     | 1'23"663 | +2"115 |
| 12  | 4  | Mark Blundell         | Tyrrell-Yamaha    | 1'23"703 | +2"155 |
| 13  | 8  | Martin Brundle        | McLaren-Peugeot   | 1'23"858 | +2"310 |
| 14  | 23 | Pierluigi Martini     | Minardi-Ford      | 1'24"078 | +2"530 |
| 15  | 24 | Michele Alboreto      | Minardi-Ford      | 1'24"276 | +2"728 |
| 16  | 9  | Christian Fittipaldi  | Footwork-Ford     | 1'24"472 | +2"924 |
| 17  | 25 | Éric Bernard          | Ligier-Renault    | 1'24"678 | +3"130 |
| 18  | 20 | Érik Comas            | Larrousse-Ford    | 1'24"852 | +3"304 |
| 19  | 26 | Olivier Panis         | Ligier-Renault    | 1'24"996 | +3"448 |
| 20  | 12 | Johnny Herbert        | Lotus-Mugen-Honda | 1'25"114 | +3"566 |
| 21  | 15 | Andrea De Cesaris     | Jordan-Hart       | 1'25"234 | +3"686 |
| 22  | 11 | Pedro Lamy            | Lotus-Mugen-Honda | 1'25"295 | +3"747 |
| 23  | 19 | Olivier Beretta       | Larrousse-Ford    | 1'25"991 | +4"443 |
| 24  | 31 | David Brabham         | Simtek-Ford       | 1'26"817 | +5"269 |
| 25  | 34 | Bertrand Gachot       | Pacific-Ilmor     | 1'27"143 | +5"595 |
| 26  | 32 | Roland Ratzenberger   | Simtek-Ford       | 1'27"584 | +6"036 |

Non qualificati
| Pos | Nº | Pilota             | Costruttore   | Giro        | Gap    |
| --- | -- | ------------------ | ------------- | ----------- | ------ |
| 27  | 33 | Paul Belmondo      | Pacific-Ilmor | 1'27"881    | +6"333 |
| 28  | 14 | Rubens Barrichello | Jordan-Hart   | senza tempo |        |

## Gara

### Prima partenza

La curva del Tamburello, punto dell'incidente mortale di Ayrton Senna

Il terzo grave incidente del weekend si verificò già alla partenza della gara: allo scattare del semaforo verde la Benetton di JJ Lehto, quinta in griglia, ebbe un problema tecnico e spense il motore, rimanendo ferma sulla piazzola. Le macchine che la seguivano scartarono bruscamente sui lati per evitarla, ma Pedro Lamy, partito dalle retrovie, si avvide dell'ostacolo solo all'ultimo momento: l'elevata velocità e la presenza di altre monoposto al suo fianco resero inevitabile il violento impatto, con la Lotus che letteralmente sfondò il retrotreno della Benetton, andando poi alla deriva per un centinaio di metri e fermandosi allo sbocco della pit-lane. Entrambi i piloti non riportarono conseguenze (salvo alcuni indolenzimenti), ma i detriti persi dalle auto coinvolte volarono in tutte le direzioni; alcuni di essi scavalcarono le recinzioni e finirono sulle tribune ferendo nove spettatori, dei quali uno, colpito da una gomma, rimase qualche giorno in coma.
Poiché il rettilineo dei box si era riempito di detriti, la direzione di gara ordinò l'ingresso in pista della safety car (condotta dal pilota Max Angelelli), per rallentare i concorrenti e dare modo ai commissari di ripulire il tracciato e spostare i relitti delle auto incidentate.
La decisione causò le proteste di alcuni piloti, timorosi che il rallentamento potesse compromettere la loro gara. In generale in quegli anni l'uso della safety car era fortemente messo in discussione nell'ambiente della Formula 1, in ragione del fatto che, in assenza di standard regolamentari, ogni tracciato disponeva di una vettura differente: non di rado i modelli utilizzati (in questo caso una Opel Vectra) non potevano tenere una velocità tale da permettere alle monoposto di massima categoria di mantenere le gomme in temperatura e dare adeguata ventilazione al raffreddamento del propulsore. L'idiosincrasia si era rafforzata a seguito del precedente Gran Premio in Giappone, quando la macchina di sicurezza, in un esperimento mai più ripetuto (salvo che in condizioni di grave maltempo), era stata addirittura usata per "serrare il gruppo" delle monoposto durante il giro di ricognizione, che si era dunque svolto a velocità particolarmente ridotta, causando problemi di surriscaldamento al motore e bassa temperatura degli pneumatici a non poche macchine. Come già nella gara precedente a più riprese, durante i giri a velocità ridotta, Senna affiancò e superò brevemente la vettura di servizio per spronarla vanamente ad accelerare.
Una volta pulita la pista, la gara riprese: Senna aveva mantenuto il comando e subito segnò un buon tempo cronometrato (risulterà essere il terzo crono più veloce della gara), inseguito a breve distanza da Schumacher.
Nel corso del settimo giro, alle ore 14:17, la Williams del brasiliano approcciò normalmente la svolta del Tamburello a una velocità di circa 310 km/h. In questo frangente il piantone dello sterzo (modificato frettolosamente dai meccanici su istruzioni dello stesso Senna prima della gara) cedette alle sollecitazioni e la vettura divenne ingovernabile. Senna, accortosi di non riuscire a curvare e di stare andando dritto, frenò bruscamente fino a ridurre la velocità a 211 km/h, ma la via di fuga era troppo stretta: nel giro di 2 secondi la Wiliams impattò con un angolo di circa 22 gradi contro il muretto a bordo pista. La grande energia cinetica fece rimbalzare la macchina all'indietro verso la pista: essa toccò di traverso la striscia d'erba che separava il tracciato dalla via di fuga e ritornò verso l'esterno, per poi arrestarsi una cinquantina di metri più avanti. Nella carambola, una sospensione dell'auto si spezzò con ancora attaccata la gomma e colpì Senna alla testa, provocandogli un grave trauma cranico: il braccio scheggiato della sospensione penetrò nel casco attraverso la visiera, ferendo gravemente il pilota nel lobo frontale destro, poco sopra l'occhio. Resasi conto dell'immobilità del pilota nel relitto della macchina (salvo alcuni lievi spostamenti del capo probabilmente dovuti alle lesioni a livello cerebrale), la direzione di gara espose la bandiera rossa e chiamò i soccorsi.
Nel giro di due minuti i medici guidati dal dottor Sid Watkins intervennero presso la vettura. Le condizioni di Senna erano palesemente gravissime: il pilota era esanime e la testa era mollemente appoggiata al bordo laterale dell'abitacolo. I sanitari sfilarono il casco al pilota tagliando la cinghia di ritenuta, constatando che il brasiliano era in stato di gasping: oltre alla ferita sopra l'occhio destro, manifestava una fuoriuscita di sangue dal naso e dalla bocca e non reagiva ad alcun tipo di sollecitazione. Lo estrassero dalla vettura e lo stesero a terra per stabilizzarlo: anzitutto si provvide a tenergli aperte le vie respiratorie con la praticazione di una tracheotomia d'urgenza, a tamponare l'emorragia e a trasfondergli del materiale ematico.
Watkins, appurata l'estrema gravità della situazione (a posteriori dichiarò di aver avuto "la percezione che il suo spirito lo stesse abbandonando in quell'istante", dopo aver osservato un improvviso rilassamento del corpo del pilota), chiese l'intervento dell'elisoccorso, che in modo del tutto inedito per la storia della Formula 1 fu fatto atterrare direttamente in pista, presso il sito dell'incidente.
In quei momenti concitati qualcuno autorizzò erroneamente il rientro in pista di Érik Comas, che non era ripartito insieme agli altri all'uscita della safety car, ma era rimasto fermo a lungo nei box per riparare l'alettone posteriore rovinato da una toccata. Il francese della Larrousse, ignaro della situazione, arrivò al Tamburello a discreta velocità, evitando per poco di investire i mezzi di soccorso. Incredulo per la situazione creatasi, egli uscì dalla vettura per sincerarsi dello stato del collega ferito (che peraltro qualche tempo prima l'aveva a sua volta soccorso a seguito di un incidente in gara). Quindi, prima che la direzione di gara lo squalificasse per il grave pericolo causato, decise sua sponte di ritirarsi dalla gara.
Alle ore 15:00 Senna venne caricato a bordo dell'elicottero, che decollò dalla pista alla volta dell'Ospedale Maggiore di Bologna: al seguito del pilota si imbarcarono il dottor Watkins e il primo assistente Giovanni Gordini, medico anestesista. Durante il volo gli fu trasfuso altro sangue, per un totale di 4,5 litri.
Sgomberata la pista dal relitto della macchina (che a stretto giro venne posto sotto sequestro da parte delle Forze dell'Ordine, insieme al casco indossato da Senna), nel giro di 37 minuti venne ordinata la partenza, deliberando inoltre di stilare la classifica finale mediante la somma dei tempi delle due tranche.

### Seconda partenza
Dopo un tentativo di fuga della Ferrari di Berger, Schumacher riprese il controllo della situazione; pochi giri dopo, l'austriaco fu bloccato da un guasto meccanico. Larini si mise allora in luce con la seconda Ferrari, occupando stabilmente la seconda posizione e prendendo brevemente il comando quando Schumacher effettuò il suo rifornimento.
A dieci giri dal termine, nella pit-lane avvenne un altro grave incidente: la Minardi di Alboreto, che stava uscendo dai box dopo una sosta, perse una delle ruote posteriori (mal fissata dai meccanici), la quale finì ad alta velocità contro il personale delle altre squadre assiepato nella corsia. Ne risultarono feriti tre meccanici della Ferrari, uno della Lotus ed uno della Benetton. La pit-lane si affollò velocemente di paramedici e ambulanze, intervenuti per prestare i primi soccorsi ai meccanici, ma ciò non comportò ulteriori sospensioni o rallentamenti della corsa. Trasportati in ospedale, i meccanici coinvolti si rivelarono comunque in condizioni non gravi.
La gara vide quindi la vittoria di Schumacher, davanti a Larini e Häkkinen. Saliti sul podio, i piloti, memori dei fatti dei giorni precedenti ed informati degli incidenti della gara, mantennero un atteggiamento composto, non festeggiarono la loro prestazione e non aprirono lo champagne.

### Risultati
| Pos | Nº | Pilota                | Costruttore       | Giri | Tempo/Ritiro                  | Griglia | Punti |
| --- | -- | --------------------- | ----------------- | ---- | ----------------------------- | ------- | ----- |
| 1   | 5  | Michael Schumacher    | Benetton-Ford     | 58   | 1h 28'28"642                  | 2       | 10    |
| 2   | 27 | Nicola Larini         | Ferrari           | 58   | +54"942                       | 6       | 6     |
| 3   | 7  | Mika Häkkinen         | McLaren-Peugeot   | 58   | +1'10"679                     | 8       | 4     |
| 4   | 29 | Karl Wendlinger       | Sauber-Mercedes   | 58   | +1'13"658                     | 10      | 3     |
| 5   | 3  | Ukyo Katayama         | Tyrrell-Yamaha    | 57   | +1 giro                       | 9       | 2     |
| 6   | 0  | Damon Hill            | Williams-Renault  | 57   | +1 giro                       | 4       | 1     |
| 7   | 30 | Heinz-Harald Frentzen | Sauber-Mercedes   | 57   | +1 giro                       | 7       |       |
| 8   | 8  | Martin Brundle        | McLaren-Peugeot   | 57   | +1 giro                       | 13      |       |
| 9   | 4  | Mark Blundell         | Tyrrell-Yamaha    | 56   | +2 giri                       | 12      |       |
| 10  | 12 | Johnny Herbert        | Lotus-Mugen-Honda | 56   | +2 giri                       | 20      |       |
| 11  | 26 | Olivier Panis         | Ligier-Renault    | 56   | +2 giri                       | 19      |       |
| 12  | 25 | Éric Bernard          | Ligier-Renault    | 55   | +3 giri                       | 17      |       |
| 13  | 9  | Christian Fittipaldi  | Footwork-Ford     | 54   | Testacoda                     | 16      |       |
| Rit | 15 | Andrea De Cesaris     | Jordan-Hart       | 49   | Incidente                     | 21      |       |
| Rit | 24 | Michele Alboreto      | Minardi-Ford      | 45   | Incidente ai box              | 15      |       |
| Rit | 10 | Gianni Morbidelli     | Footwork-Ford     | 40   | Motore                        | 11      |       |
| Rit | 23 | Pierluigi Martini     | Minardi-Ford      | 37   | Testacoda                     | 14      |       |
| Rit | 31 | David Brabham         | Simtek-Ford       | 27   | Testacoda                     | 24      |       |
| Rit | 34 | Bertrand Gachot       | Pacific-Ilmor     | 23   | Motore                        | 25      |       |
| Rit | 19 | Olivier Beretta       | Larrousse-Ford    | 17   | Motore                        | 23      |       |
| Rit | 28 | Gerhard Berger        | Ferrari           | 16   | Sospensione                   | 3       |       |
| Rit | 2  | Ayrton Senna          | Williams-Renault  | 6    | Incidente mortale             | 1       |       |
| Rit | 20 | Érik Comas            | Larrousse-Ford    | 6    | Ritiro volontario             | 18      |       |
| Rit | 6  | Jyrki Järvilehto      | Benetton-Ford     | 0    | Collisione con P.Lamy         | 5       |       |
| Rit | 11 | Pedro Lamy            | Lotus-Mugen-Honda | 0    | Collisione con JJ.Lehto       | 22      |       |
| NP  | 32 | Roland Ratzenberger   | Simtek-Ford       |      | Deceduto il giorno precedente |         |       |
| NQ  | 14 | Rubens Barrichello    | Jordan-Hart       |      | Infortunato                   | -       |       |
| NQ  | 33 | Paul Belmondo         | Pacific-Ilmor     |      |                               | -       |       |

## Dopo gara

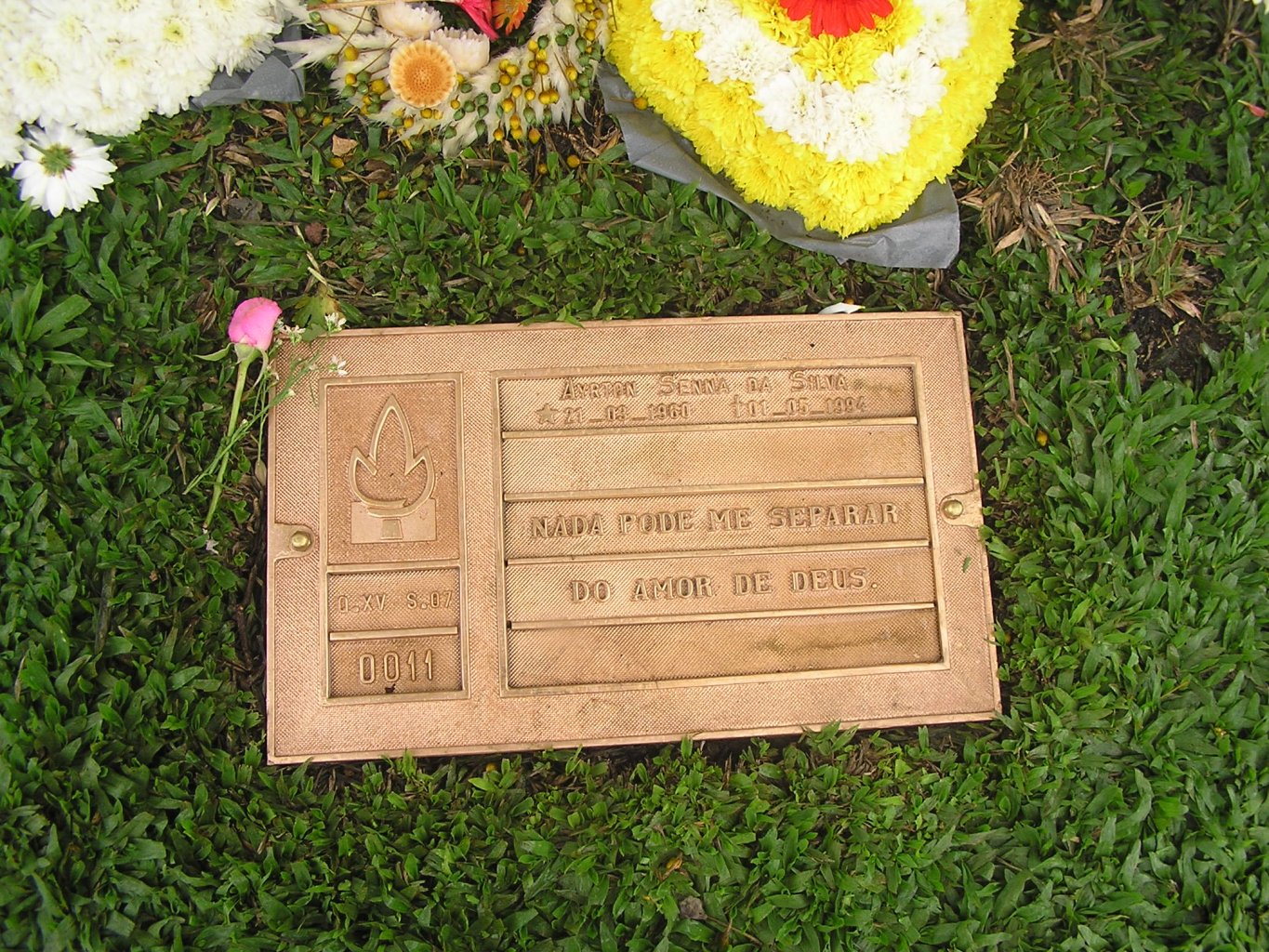
La tomba di Senna

A gara conclusa tutte le attenzioni si concentrarono sulle condizioni di salute di Ayrton Senna, che era nel frattempo giunto all'ospedale di Bologna. L'équipe del reparto di rianimazione guidata dal primario dottoressa Maria Teresa Fiandri (che aveva raggiunto il nosocomio subito dopo aver visto l’incidente in televisione) esaminò sommariamente il pilota, constatando che l’unica ferita visibile era quella già citata sopra l’occhio destro (larga tre o quattro centimetri), oltre a un complessivo gonfiore del viso (altrimenti disteso e sereno), mentre il resto delle membra appariva illeso. Allorché tuttavia lo spostarono dalla barella si accorsero che essa era piena di sangue, in quantità giudicata sproporzionata rispetto alle lesioni visibili.
La squadra medica provvide subito a trattare l'insufficienza cardiaca e respiratoria in cui versava Senna, fino a quasi stabilizzare polso e respirazione; di tale situazione venne dato conto in due bollettini medici che vennero letti dinnanzi alla folla di giornalisti che si era raccolta presso il reparto di rianimazione, mentre la gara era ancora in corso.
In seconda istanza, dopo un consulto con il dottor Gordini (che fin da subito dichiarò nulle le speranze di arrivare a buon fine), il pilota fu sottoposto a TAC ed elettroencefalogramma, che rivelarono tutta la gravità dei traumi subiti e l’assenza di attività cerebrale. Tutto ciò non era tuttavia sufficiente, ai sensi delle leggi italiane in vigore, a dichiarare la morte, che nelle normative era intesa come cessazione dell'attività cardio-respiratoria.
Alle ore 18:15 Leonardo, fratello del pilota (che aveva raggiunto l’ospedale insieme all’addetta stampa Betise Assumpcao), chiamò un prete affinché amministrasse ad Ayrton l'estrema unzione: a stretto giro la dottoressa Fiandri li raggiunse ed espose loro il risultato degli esami, avvertendoli dell’irreversibilità dello stato comatoso, per poi dare analoga infausta prognosi anche agli operatori mediatici.
Allorché alle 18:37 subentrò un nuovo arresto cardiocircolatorio, l'equipe medica decise di non insistere ulteriormente: tre minuti dopo la stessa dottoressa Fiandri si presentò nella sala stampa improvvisata al 12º piano dell’Ospedale Maggiore, annunciando ai giornalisti ivi convenuti il decesso di Senna.
Nel referto l'ora effettiva della morte venne tuttavia indicata alle 14:17, momento dell'impatto con il muretto, sebbene il suo cuore abbia cessato di battere alle 18:40, a significare come ogni tentativo di salvataggio fosse stato vano.
Le conseguenze del fine settimana di Imola portarono una vera rivoluzione nel mondo della Formula 1. Anzitutto il circuito del Santerno venne ampiamente rivisto e ridisegnato in tutti i punti ove si erano consumati gli incidenti. Inoltre la FIA stilò un pacchetto di modifiche - da attuarsi con diverse scadenze - per ridurre drasticamente le prestazioni delle vetture. Venne poi introdotto un limite di velocità fisso nella corsia dei box.
Dal canto loro i piloti ricostituirono il proprio “sindacato”, la Grand Prix Drivers’ Association (inattiva da 12 anni), onde esprimere in modo unitario il proprio parere nel governo del mondiale di Formula 1. La presidenza andò a Michael Schumacher.
Molti circuiti del calendario vennero modificati nei punti giudicati potenzialmente pericolosi, in determinati casi con alcune soluzioni di emergenza (ad esempio creando chicane posticce formate da pile di gomme, come accadde a Barcellona, Montreal e Spa).
I funerali di Stato di Senna ebbero luogo il 5 maggio 1994 a San Paolo in Brasile, alla presenza di tantissimi rappresentanti del mondo delle corse, con oltre due milioni di persone riversate nelle strade per assistere al corteo funebre e rendere omaggio al pilota brasiliano. Quelli di Roland Ratzenberger avvennero invece due giorni dopo, il 7 maggio, a Salisburgo, in Austria, alla presenza del presidente della FIA Max Mosley.
L'incidente di Senna resterà l'ultimo con conseguenze mortali in una competizione di Formula 1 fino al Gran Premio del Giappone 2014, segnato dal grave incidente occorso al francese Jules Bianchi, poi deceduto il 17 luglio 2015 dopo più di 9 mesi di coma.

## Statistiche
Piloti
- 5ª vittoria per  Michael Schumacher;
- 65ª e ultima pole position per  Ayrton Senna;
- 1º e unico podio per  Nicola Larini;
- Ultimo Gran Premio per  Roland Ratzenberger e  Ayrton Senna;

Costruttori

## Classifiche mondiali

### Piloti
| Pos | Pilota                | Punti |
| --- | --------------------- | ----- |
| 1   | Michael Schumacher    | 30    |
| 2   | Rubens Barrichello    | 7     |
| 2   | Damon Hill            | 7     |
| 4   | Gerhard Berger        | 6     |
| 4   | Nicola Larini         | 6     |
| 6   | Jean Alesi            | 4     |
| 6   | Mika Häkkinen         | 4     |
| 6   | Karl Wendlinger       | 4     |
| 6   | Ukyo Katayama         | 4     |
| 10  | Christian Fittipaldi  | 3     |
| 11  | Heinz-Harald Frentzen | 2     |
| 12  | Érik Comas            | 1     |

### Costruttori
| Pos | Team             | Punti |
| --- | ---------------- | ----- |
| 1   | Benetton-Ford    | 30    |
| 2   | Ferrari          | 16    |
| 3   | Jordan-Hart      | 7     |
| 3   | Williams-Renault | 7     |
| 5   | Sauber-Mercedes  | 6     |
| 6   | McLaren-Peugeot  | 4     |
| 6   | Tyrrell-Yamaha   | 4     |
| 8   | Footwork-Ford    | 3     |
| 9   | Larrousse-Ford   | 1     |